# 1213 هـ
1213 هـ هي سنة في التقويم الهجري امتدت مقابلةً في التقويم الميلادي بين سنتي 1798 و1799.

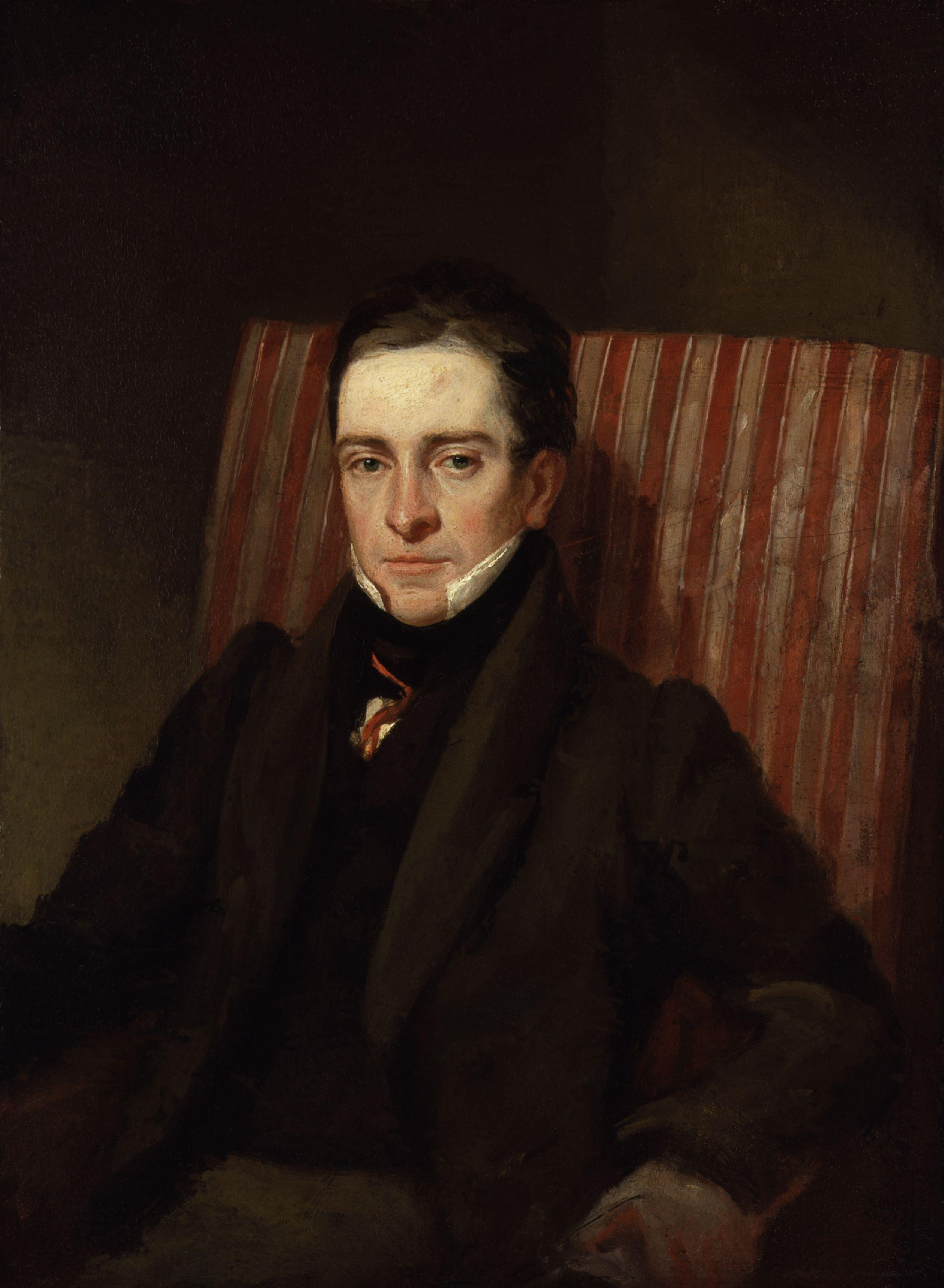
توماس هود

## أحداث
- استلام الشيخ فارس بن محمد الجربا حكم قبيلة شمر.
- السعوديون يبيدون حملة كبيرة شنها شريف مكة.
- السعوديون يغلبون قبائل المنتفق بقيادة ثويني.

## مواليد
- توماس هود
- فروغي البسطامي
- محمد بن مصطفى الدمياطي
- مصطفى العروسي

## وفيات
- محمد كريم (حاكم مصري).
- محمد أسعد اليساري.
- الجيلالي بن المختار السباعي.